# Amt Ortrand
La comunità amministrativa di Ortrand (Amt Ortrand) si trova nel circondario dell'Oberspreewald-Lusazia nel Brandeburgo, in Germania.

## Società

### Evoluzione demografica
- Sviluppo della popolazione dal 1875 entro gli attuali confini (Linea Blu: Popolazione; Linea puntata: Confronto dello sviluppo della popolazione dello stato del Brandenburgo; Sfondo grigio: Ai tempi del governo nazista; Sfondo rosso: Al tempo del governo comunista)
- Sviluppo recente della popolazione (Linea blu) e previsioni

| Anno | Abitanti |
| ---- | -------- |
| 1875 | 4 439    |
| 1890 | 4 623    |
| 1910 | 5 164    |
| 1925 | 5 627    |
| 1939 | 6 393    |
| 1950 | 8 465    |
| 1964 | 8 619    |

| Anno | Abitanti |
| ---- | -------- |
| 1971 | 8 720    |
| 1981 | 8 423    |
| 1985 | 8 382    |
| 1990 | 7 898    |
| 1995 | 7 605    |
| 2000 | 7 352    |
| 2005 | 7 004    |

| Anno | Abitanti |
| ---- | -------- |
| 2010 | 6 481    |
| 2015 | 6 142    |
| 2016 | 6 136    |
| 2017 | 6 102    |
| 2018 | 6 030    |
| 2019 | 6 031    |
| 2020 | 5 993    |

Fonti dei dati sono nel dettaglio nelle Wikimedia Commons..

## Suddivisione
Comprende 6 comuni:
- Frauendorf
- Großkmehlen
- Kroppen
- Lindenau
- Ortrand
- Tettau

Capoluogo e centro maggiore è Ortrand.